# Weed Eater
Weed Eater — американская компания по изготовлению триммеров, основанная в 1971 году в Хьюстоне (Техас, США) предпринимателем Джорджем Болласом, изобретателем этого устройства.
Идея триммера Weed Eater (рус. «поедатель сорняков») посетила Болласа во время его визита на автомойку, где, наблюдая за работой вращающихся нейлоновых щёток, он понял, что аналогичный принцип можно использовать для кошения травы. Ему пришла в голову мысль, что в процессе покоса травы вокруг деревьев подобным приёмом возможно уберечь кору их стволов от повреждения.
В конечном счёте компания Болласа была куплена корпорацией Emerson Electric и слилась с компанией Poulan. Позже Poulan/Weed Eater была приобретена Electrolux, из которой в 2006 году в качестве марки вошла в выделившуюся организацию Husqvarna.